# Dieta sana

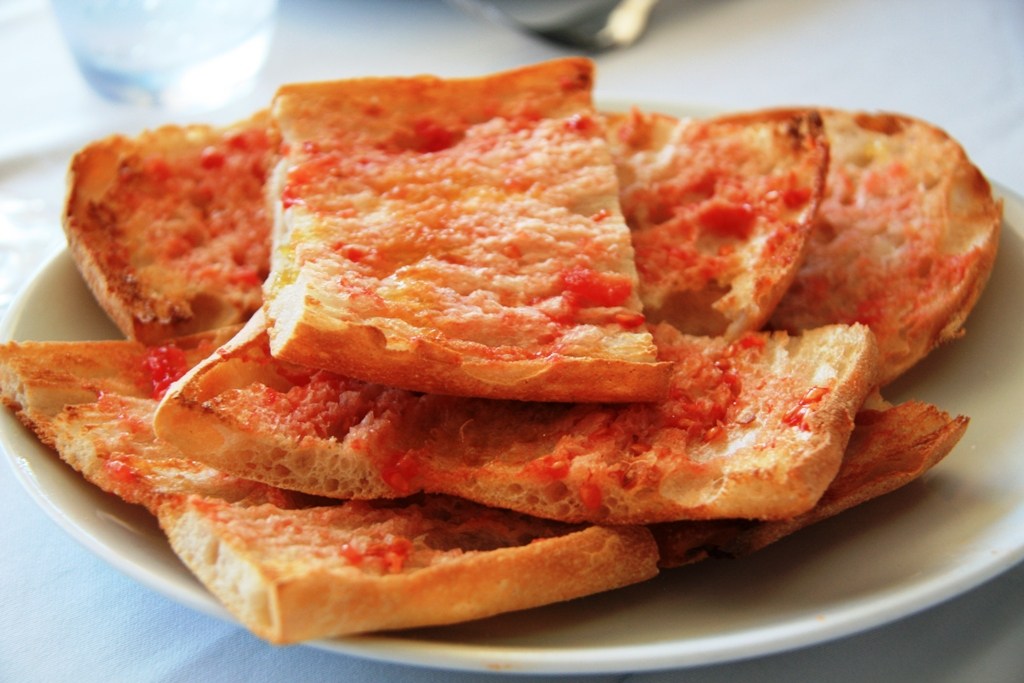
El pa amb tomàquet és un excel·lent esmorzar o berenar, ja que conté glúcids (pa), una mica de greix ric en "colesterol bo" i sense greixos "dolents" (l'oli d'oliva) i una mica de vegetal (tomàquet) que aporta vitamines. Unes llesques de pernil o un got de llet aportarien a més les proteïnes necessàries per a un àpat complet. A més, es valora que sigui apreciat pel seu gust i que estigui arrelat a la cultura pròpia.

S'enten per dieta sana una dieta tal que sigui saludable, és a dir que no malmeti la salut de l'individu que la segueix. Per a això, ha de ser completa quant als nutrients necessaris i en aigua, sense caure tampoc en l'excés de cap d'ells. Una dieta sana no té per què ser un règim artificial i mèdic, i de fet moltes dietes tradicionals ja ho són naturalment. A més, es tendeix a incloure-hi altres funcions secundàries, com la funció social de seure a taula i el plaer de gaudir de la gastronomia, i altres activitats, com per exemple un exercici físic moderat però quotidià.
Una dieta sana es considera un element de la medicina preventiva, ja que forma part dels hàbits saludables típics (com l'exercici físic, l'abandó del tabaquisme, etc.) que es consideren importants per a la prevenció de, per exemple, l'obesitat, diabetis, malalties cardiovasculars i càncer. Una dieta no sana pot ser causant de desnutrició.
En una dieta sana es valoren el conjunt d'aliments ingerits en una jornada, i fins i tot a cada àpat, incloent begudes, llaminadures, aperitius, etc. L'equilibri de la dieta depèn del conjunt de totos ells de manera que, per exemple, pot incloure un aliment o plat no complet nutricionalment, si s'acompanya d'un altre de complementari. Els seus efectes possitius i negatius es donen a llarg termini, de manera que una mancança o un excés d'un sol dia no afecta significativament a l'organisme a mitjà termini, però també que exigeix ser mantenida de manera continuada i durant tota la vida.
Cal recordar però, que els aliments no són medicaments. No han de ser tractats ni empassats com a tals ni es poden substituir per ells. En l'home, el fi de la dieta sana no és només nutrir-se, és a dir, obtenir els materials necessaris per a viure, sinó també lúdic i cultural.